# Бабійчук Іван Антонович
Іва́н Анто́нович Бабійчу́к (4 липня 1944, Прикордонна Улашанівка — 17 жовтня 2015, Новояворівськ, Львівська область) — український майстер художньої деревообробки, різьбяр, художник. Заслужений майстер народної творчості України (2009).

## Із життєпису
Працював учителем народного декоративно-прикладного мистецтва в Новояворівську та в художньому училищі ім. Йосипа Станька Івано-Франкового.
Був засновником та головою Яворівського осередку Національної спілки майстрів народного мистецтва України.
Його твори зберігаються в Державному музеї народної архітектури та побуту України, Київ, Львівському музеї українського мистецтва, Львівському музеї етнографії, Сумському художньому музеї, Запорізькому художньому музеї.

## Родина
- дочка — Світлана Бабійчук (Кузьменко)
- зять — Андрій Кузьменко (Кузьма Скрябін)